# IC 3279
IC 3279 је двојна звијезда у сазвјежђу Дјевица која се налази на листи објеката дубоког неба у Индекс каталогу.
Деклинација објекта је + 12° 51' 10" а ректасцензија 12h 24m 23,6s.